# École Nationale de Vannerie et d'Osiériculture

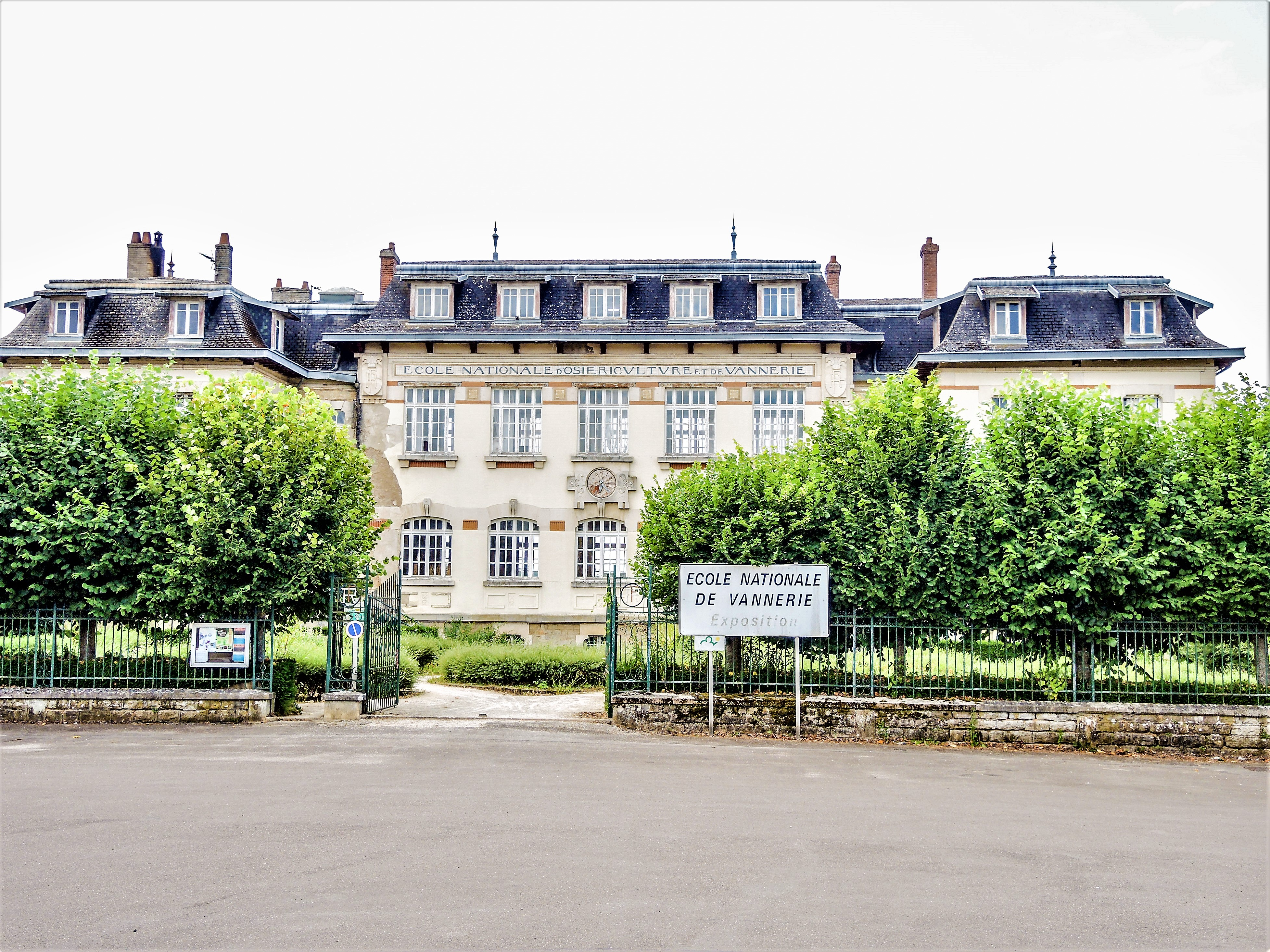
École Nationale de Vannerie et d'Osiériculture

L'École Nationale de Vannerie et d'Osiériculture ("Scuola Nazionale di Cesteria e Viminicoltura") a Fayl-Billot in Francia è una scuola pubblica di formazione di professionisti dell'intreccio. Promossa nel 1905 dal comune di Fayl-Billot e dai sindacati dei cestai, fu ufficialmente riconosciuta nel 1907 con un decreto del Ministero dell'Agricoltura, del Commercio e dell'Industria.
Oggi è conosciuta anche come Centre de Formation Professionnelle et de Promotion Agricole (CFPPA) ed è legata al Lycée du Paysage et de l'Horticulture di Fayl-Billot. Offre tre specializzazioni: la lavorazione del vimini, l'impagliatura e il restauro degli oggetti di vimini.
La Scuola forma tirocinanti di altri settori professionali, direttamente o indirettamente legati all'agricoltura. Dal 2011 si occupa anche di formazione in orticoltura biologica.